# Томіно (сир)

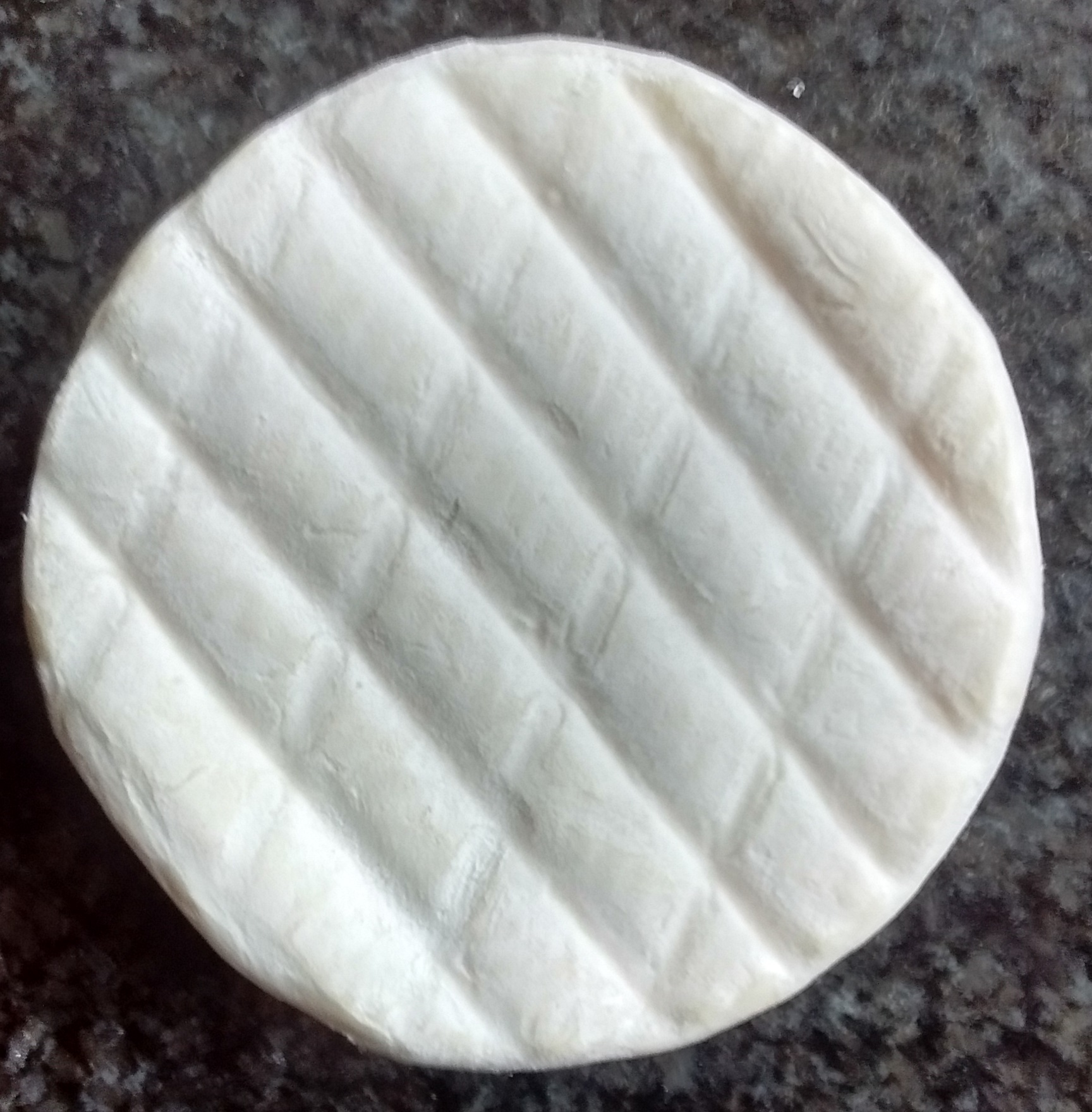
Томіно

Томіно (італ. Tomino) — родина італійських м'яких сирів, характерних для регіону П'ємонт.

## Технологія виробництва
Сир, виготовляється з козячого молока або з коров'ячого молока, або з їх суміші. Виробляється з молока, яке зібране з двох доїнь проведених протягом дня. Воно доводиться до кипіння, охолоджується, після згортання сирну масу дрібно ріжуть і подрібнюють. 

## Характеристика сиру
Якщо сир свіжий, то він м'який, вологий і білий. Якщо витриманий, у нього тонка скоринка, а сир солом'яно-жовтого кольору.

## Вживання
Вживається свіжим або консервованим в олії. Використовується як закуска.

## Різновиди
- Tomino canavesano asciutto
- Tomino canavesano fresco
- Tomino da padella
- Tomino del bec
- Tomino del Boscaiolo
- Tomino del bot
- Tomino del mel
- Tomino del Talucco
- Tomino delle Valli Saluzzesi
- Tomino di Andrate
- Tomino di Bosconero
- Tomino di Casalborgone
- Tomino di Rivalta
- Tomino di San Giacomo di Boves
- Tomino di Saronsella (Chivassotto)
- Tomino di Sordevolo
- Tomino di Talucco
- Tomino "Montoso"